# Romantici/Rido
Romantici/Rido è un singolo della cantante italiana Viola Valentino, pubblicato nel 1982 dalla Paradiso.

## Descrizione
Il lato A del singolo, Romantici, è stato presentato dalla cantante al Festival di Sanremo 1982, accedendo alla finale della manifestazione. Il brano è stato scritto da Guido Morra e Maurizio Fabrizio e prodotto da Giancarlo Lucariello ed è uno dei principali successi della cantante. Gli arrangiamenti sono stati curati dallo stesso Fabrizio.
Questa pubblicazione ha anticipato l'uscita del secondo LP di Viola Valentino, la raccolta In primo piano, contenente dieci brani selezionati dai 45 giri pubblicati nei primi anni della carriera dell'artista. Una nuova versione del brano, interpretata con voce piena al contrario della prima e più nota versione, registrata con il timbro sussurrato che ha caratterizzato la prima parte della carriera della cantante, è stata inserita nell'album di remake Il viaggio, pubblicato nel 1998.

## Tracce
1. Romantici
2. Rido

## Classifiche
| Classifica (1982) | Posizione massima |
| ----------------- | ----------------- |
| Italia            | 34                |